# Терьохіна
Терьо́хіна (рос. Терёхина) — присілок у складі Голишмановського міського округу Тюменської області, Росія.
Населення — 117 осіб (2010, 120 у 2002).
Національний склад станом на 2002 рік:
- росіяни — 95 %